# Champions olympiques australiens
Liste des sportifs australiens (par sport et par chronologie) médaillés d'or lors des Jeux olympiques d'été et d'hiver, à titre individuel ou par équipe, de 1896 à 2016.

## Jeux olympiques d'été

### Athlétisme
| Nom                                                              | Discipline(s)        | Année(s) |
| Teddy Flack                                                      | 800 m                | 1896     |
| Teddy Flack                                                      | 1 500 m              | 1896     |
| Nick Winter                                                      | Triple saut          | 1924     |
| John Winter                                                      | Saut en hauteur      | 1948     |
| Marjorie Jackson                                                 | 100 m (F)            | 1952     |
| Marjorie Jackson                                                 | 200 m (F)            | 1952     |
| Shirley Strickland                                               | 80 m haies (F)       | 1952     |
| Betty Cuthbert                                                   | 100 m (F)            | 1956     |
| Betty Cuthbert                                                   | 200 m (F)            | 1956     |
| Shirley Strickland                                               | 80 m haies (F)       | 1956     |
| Norma Croker, Betty Cuthbert, Fleur Mellor et Shirley Strickland | Relais 4 × 100 m (F) | 1956     |
| Herb Elliott                                                     | 1 500 m (H)          | 1960     |
| Betty Cuthbert                                                   | 400 m                | 1964     |
| Maureen Caird                                                    | 80 m haies (F)       | 1968     |
| Ralph Doubell                                                    | 800 m (H)            | 1968     |
| Glynis Nunn                                                      | Heptathlon           | 1984     |
| Debbie Flintoff-King                                             | 400 m haies (F)      | 1988     |
| Cathy Freeman                                                    | 400 m (F)            | 2000     |
| Steven Hooker                                                    | Saut à la perche (H) | 2008     |
| Jared Tallent                                                    | 50 km marche (H)     | 2012     |
| Sally Pearson                                                    | 100 m haies (F)      | 2012     |

### Aviron
| Nom                                                        | Discipline(s)           | Année(s) |
| Bobby Pearce                                               | Skiff (H)               | 1928     |
| Bobby Pearce                                               | Skiff (H)               | 1932     |
| Mervyn Wood                                                | Skiff (H)               | 1948     |
| Peter Antonie et Stephen Hawkins                           | Deux de couple (H)      | 1992     |
| Andrew Cooper, Nicholas Green, Mike McKay et James Tomkins | Quatre sans barreur (H) | 1992     |
| Nicholas Green, Drew Ginn, James Tomkins et Mike McKay     | Quatre sans barreur (H) | 1996     |
| Megan Leanne Still et Kate Elizabeth Slatter               | Deux sans barreur (F)   | 1996     |
| Drew Ginn et James Tomkins                                 | Deux dans barreur (H)   | 1992     |
| Drew Ginn et Duncan Free                                   | Deux de pointe (H)      | 2008     |
| Scott Brennan et David Crawshay                            | Deux de couple (H)      | 2008     |

### Canoë-kayak
| Nom            | Discipline(s)   | Année(s) |
| Clint Robinson | K-1 1 000 m (H) | 1992     |
| Ken Wallace    | K1 500 m (H)    | 2008     |

### Cyclisme sur piste
| Nom                                                          | Discipline(s)            | Année(s) |
| Dunc Gray                                                    | Kilomètre (H)            | 1932     |
| Russell Mockridge                                            | Kilomètre (H)            | 1952     |
| Russell Mockridge et Lionel Cox                              | Tandem (H)               | 1952     |
| Joey Browne et Tony Marchant                                 | Tandem (H)               | 1956     |
| Michael Grenda, Kevin Nichols, Michael Turtur et Dean Woods  | Poursuite par équipe (H) | 1984     |
| Brett Aitken et Scott McGrory                                | Américaine (H)           | 2000     |
| Anna Meares                                                  | 500 m (F)                | 2004     |
| Ryan Bayley                                                  | Vitesse individuelle (H) | 2004     |
| Graeme Brown, Brett Lancaster, Bradley McGee et Luke Roberts | Poursuite par équipe (H) | 2004     |
| Ryan Bayley                                                  | Keirin (H)               | 2004     |
| Graeme Brown et Stuart O'Grady                               | Américaine (H)           | 2004     |

### Cyclisme sur route
| Nom           | Discipline(s)       | Année(s) |
| Kathy Watt    | Course en ligne (F) | 1992     |
| Sara Carrigan | Course en ligne (F) | 2004     |

### Équitation
| Nom | Discipline(s)               | Année(s) |
| Lawrence Morgan et Salad Days | Concours complet individuel | 1960     |
| Lawrence Morgan et Salad Days, Neale Lavis et Mirrabooka et Bill Roycroft et Our Solo                                              | Concours complet par équipe | 1960     |
| Matthew Ryan et Kibah Tic Toc | Concours complet individuel | 1992     |
| David Green et Duncan II, Gillian Rolton et Peppermint Grove, Andrew Hoy et Kiwi, Matthew Ryan and Kibah Tic Toc                   | Concours complet par équipe | 1992     |
| Wendy Schaeffer et Sunburst, Gillian Rolton et Peppermint Grove, Andrew Hoy et Darien Powers, Phillip Dutton et True Blue Girdwood | Concours complet par équipe | 1960     |
| Andrew Hoy et Darien Powers, Phillip Dutton et House Doctor, Stuart Tinney et Jeepster, Matt Ryan et Kibah Sandstone               | Concours complet par équipe | 2000     |

### Haltérophilie
| Nom        | Discipline(s) | Année(s) |
| Dean Lukin | + 110 kg (H)  | 1984     |

### Hockey sur gazon
| Nom | Discipline(s) | Année(s) |
| Tracey Belbin, Deborah Bowman, Sharon Buchanan, Lee Capes, Michelle Capes, Sally Carbon, Elsbeth Clement, Loretta Dorman, Maree Fish, Rechelle Hawkes, Lorraine Hillas, Kathleen Partridge, Jackie Pereira, Sandra Pisani, Kim Small et Liane Tooth         | Tournoi (F)   | 1988     |
| Michelle Andrews, Alyson Annan, Louise Dobson, Renita Farrell, Juliet Haslam, Rechelle Hawkes, Clover Maitland, Karen Marsden, Jenny Morris, Nova Peris-Kneebone, Jackie Pereira, Katrina Powell, Lisa Powell, Danni Roche, Kate Starre et Liane Tooth      | Tournoi (F)   | 1996     |
| Alyson Annan, Juliet Haslam, Alison Peek, Claire Mitchell-Taverner, Kate Starre, Katie Allen, Lisa Carruthers, Rechelle Hawkes, Clover Maitland, Rachel Imison, Angie Skirving, Julie Towers, Renita Farrell, Jenny Morris, Katrina Powell, et Nikki Hudson | Tournoi (F)   | 2000     |
| Michael Brennan, Travis Brooks, Dean Butler, Jamie Dwyer, Nathan Eglington, Troy Elder, Bevan George, Robert Hammond, Mark Hickman, Mark Knowles, Brent Livermore, Stephen Mowlam, Michael McCann, Grant Schubert, Matthew Wells et Liam de Young           | Tournoi (H)   | 2004     |

### Natation
| Nom | Discipline(s)            | Année(s) |
| Frederick Lane | 200 m nage libre         | 1900     |
| Frederick Lane | 200 m avec obstacles     | 1900     |
| Andrew Charlton | 1 500 m nage libre (H)   | 1924     |
| Clare Dennis | 200 m brasse (F)         | 1932     |
| John Davies | 200 m brasse (H)         | 1952     |
| Jon Henricks | 100 m nage libre (H)     | 1956     |
| Murray Rose | 400 m nage libre (H)     | 1956     |
| Murray Rose | 1 500 m nage libre (H)   | 1956     |
| David Theile | 100 m brasse (H)         | 1956     |
| Kevin O'Halloran, John Devitt, Murray Rose, Jon Henricks                                                                            | 4 × 200 m nage libre (H) | 1956     |
| Dawn Fraser | 100 m nage libre (F)     | 1956     |
| Lorraine Crapp | 400 m nage libre (F)     | 1956     |
| Dawn Fraser, Faith Leech, Sandra Morgan, Lorraine Crapp                                                                             | 4 × 100 m nage libre (F) | 1956     |
| John Devitt | 100 m nage libre (H)     | 1960     |
| Murray Rose | 400 m nage libre (H)     | 1960     |
| John Konrads | 1 500 m nage libre (H)   | 1960     |
| David Theile | 100 m brasse (H)         | 1960     |
| Dawn Fraser | 100 m nage libre (F)     | 1960     |
| Bob Windle | 1 500 m nage libre (H)   | 1964     |
| Ian O'Brien | 200 m brasse (H)         | 1964     |
| Kevin Berry | 200 m papillon (H)       | 1964     |
| Dawn Fraser | 100 m nage libre (F)     | 1964     |
| Michael Wenden | 100 m nage libre (H)     | 1968     |
| Michael Wenden | 200 m nage libre (H)     | 1968     |
| Lyn McClements | 100 m papillon (F)       | 1968     |
| Brad Cooper | 400 m nage libre (H)     | 1972     |
| Shane Gould | 200 m nage libre (F)     | 1972     |
| Shane Gould | 400 m nage libre (F)     | 1972     |
| Shane Gould | 200 m 4 nages (F)        | 1972     |
| Beverley Whitfield | 200 m brasse (F)         | 1972     |
| Gail Neall | 400 m 4 nages (F)        | 1972     |
| Mark Kerry, Peter Evans, Mark Tonelli, Neil Brooks                                                                                  | 4 × 100 m 4 nages (H)    | 1980     |
| Michelle Ford | 800 m nage libre (F)     | 1980     |
| Jon Sieben | 200 m papillon (H)       | 1984     |
| Duncan Armstrong | 200 m nage libre (H)     | 1988     |
| Kieren Perkins | 1 500 m nage libre (H)   | 1992     |
| Kieren Perkins | 1 500 m nage libre (H)   | 1996     |
| Susie O'Neill | 200 m papillon (F)       | 1996     |
| Ian Thorpe | 400 m nage libre (H)     | 2000     |
| Grant Hackett | 1 500 m nage libre (H)   | 2000     |
| Ian Thorpe, Ashley Callus, Chris Fydler, Michael Klim                                                                               | 4 × 100 m nage libre (H) | 2000     |
| Todd Pearson, Ian Thorpe, Bill Kirby, Michael Klim                                                                                  | 4 × 200 m nage libre (H) | 2000     |
| Susie O'Neill | 200 m nage libre (F)     | 2000     |
| Ian Thorpe | 200 m nage libre (H)     | 2004     |
| Ian Thorpe | 400 m nage libre (H)     | 2004     |
| Grant Hackett | 1 500 m nage libre (H)   | 2004     |
| Jodie Henry | 100 m nage libre (F)     | 2004     |
| Petria Thomas | 100 m papillon (F)       | 2004     |
| Alice Mills, Libby Lenton, Petria Thomas, Jodie Henry                                                                               | 4 × 100 m nage libre (F) | 2004     |
| Giaan Rooney, Leisel Jones, Petria Thomas, Jodie Henry                                                                              | 4 × 100 m 4 nages (F)    | 2004     |
| Stephanie Rice | 400 m 4 nages (F)        | 2008     |
| Stephanie Rice | 200 m 4 nages (F)        | 2008     |
| Libby Trickett | 100 m papillon (F)       | 2008     |
| Leisel Jones | 100 m brasse (F)         | 2008     |
| Stephanie Rice, Bronte Barratt, Kylie Palmer, Linda Mackenzie, Felicity Galvez, Angie Bainbridge, Melanie Schlanger, Lara Davenport | 4 × 200 m nage libre (F) | 2008     |
| Emily Seebohm, Leisel Jones, Jessicah Schipper, Libby Trickett, Tarnee White, Felicity Galvez, Shayne Reese                         | 4 × 100 m 4 nages (F)    | 2008     |

### Plongeon
| Nom                       | Discipline(s)            | Année(s) |
| Dick Eve                  | Plongeon haut simple (H) | 1924     |
| Chantelle Michell-Newbery | Plateforme 10 m (F)      | 2004     |
| Matthew Mitcham           | Plateforme 10 m (H)      | 2008     |

### Taekwondo
| Nom          | Discipline(s)      | Année(s) |
| Lauren Burns | Moins de 49 kg (F) | 2000     |

### Tennis
| Nom                               | Discipline(s) | Année(s) |
| Mark Woodforde et Todd Woodbridge | Double (H)    | 1996     |

### Tir
| Nom               | Discipline(s)   | Année(s) |
| Michael Diamond   | Trap (H)        | 1996     |
| Russell Mark      | Double Trap (H) | 1996     |
| Michael Diamond   | Trap (H)        | 2000     |
| Suzy Balogh       | Trap (F)        | 2004     |
| Catherine Skinner | Trap (F)        | 2016     |

### Tir à l'arc
| Nom               | Discipline(s)  | Année(s) |
| Simon Fairweather | Individuel (H) | 2000     |

### Triathlon
| Nom           | Discipline(s) | Année(s) |
| Emma Snowsill | Triathlon (F) | 2000     |

### Voile
| Nom                                                | Discipline(s)  | Année(s) |
| William Northam, Peter O'Donnell et James Sargeant | Classe 5,5 m   | 1964     |
| John Cuneo, Thomas Anderson et John Shaw           | Dragon         | 1972     |
| David Forbes et Scott Anderson                     | Star           | 1972     |
| Jenny Armstrong et Belinda Stowell                 | Dinghy 470 (F) | 2000     |
| Tom King et Mark Turnbull                          | Dinghy 470 (H) | 2000     |
| Tessa Parkinson, Elise Rechichi                    | 470 (F)        | 2008     |
| Nathan Wilmot, Malcolm Page                        | 470 (H)        | 2008     |
| Tom Slingsby                                       | Laser (H)      | 2012     |
| Iain Jensen, Nathan Outteridge                     | 49er (H)       | 2012     |
| Mathew Belcher, Malcolm Page                       | 470 (H)        | 2012     |
| Tom Burton                                         | Laser (H)      | 2016     |

### Volley-ball
| Nom                              | Discipline(s)    | Année(s) |
| Natalie Cook et Kerri Pottharst, | Beach Volley (F) | 2000     |

### Water polo
| Nom | Discipline(s) | Année(s) |
| Taryn Woods, Debbie Watson, Liz Weekes, Danielle Woodhouse, Bronwyn Mayer, Gail Miller, Melissa Mills, Simone Hankin, Yvette Higgins, Kate Hooper, Naomi Castle, Joanne Fox et Bridgette Gusterson | Tournoi (F)   | 2000     |

## Jeux olympiques d'hiver

### Ski acrobatique
| Noms            | Discipline(s) | Année(s) |
| Alisa Camplin   | Saut (F)      | 2006     |
| Dale Begg-Smith | Bosses (F)    | 2006     |

### Short-track
| Noms            | Discipline(s) | Année(s) |
| Steven Bradbury | 1 000 m (H)   | 2002     |

## Équipe mixte

### Athlétisme
| Noms           | Discipline(s)      | Année(s) |
| Stanley Rowley | 5 000 m par équipe | 1900     |